# Alkanna viscidula
Alkanna viscidula är en strävbladig växtart som beskrevs av Pierre Edmond Boissier. Alkanna viscidula ingår i släktet Alkanna och familjen strävbladiga växter. Inga underarter finns listade i Catalogue of Life.